# Sorokoteaha, Jașkiv
Sorokoteaha (în ucraineană Сорокотяга) este o comună în raionul Jașkiv, regiunea Cerkasî, Ucraina, formată numai din satul de reședință.

## Demografie
Componența lingvistică a comunei Sorokoteaha
     Ucraineană (98,89%)
     Rusă (1,01%)
Conform recensământului din 2001, majoritatea populației comunei Sorokoteaha era vorbitoare de ucraineană (98,89%), existând în minoritate și vorbitori de rusă (1,01%).